# Front du rejet

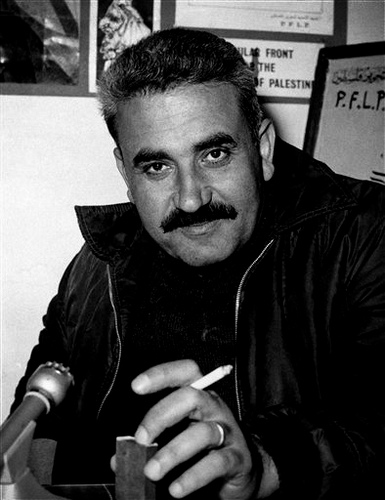
George Habash, président du FPLP - « Front populaire de libération de la Palestine »

Le Front du rejet (en arabe : جبهة الرفض) ou Front des forces palestiniennes rejetant les solutions de reddition (en arabe : جبهة القوى الفلسطينية الرافضة للحلول الإستسلامية) est une coalition politique formée en 1974 par des factions palestiniennes radicales qui rejettent le programme en dix points adopté par l'Organisation de libération de la Palestine (OLP) lors de sa 12e session du Congrès national palestinien (PNC).

## Origines
Tout en affirmant l'engagement de l'OLP à combattre Israël, le Programme en dix points parrainé par le Fatah autorise l'OLP à « établir [une] autorité nationale combattante indépendante pour le peuple sur chaque partie du territoire palestinien libéré », ce qui est considéré par de nombreux Palestiniens comme un premier pas possible vers une proposition à deux États. Lors de la même session du CNP, l'objectif ultime de l'OLP est défini comme étant le rétablissement du droit des Palestiniens au retour et à l'autodétermination « sur l'ensemble du sol de leur patrie ».
Cela incite plusieurs des factions palestiniennes les plus militantes à quitter l'OLP en signe de protestation et à former le Front du rejet. Il s’agit pour la plupart d’organisations de l’extrême gauche nationaliste craignant un rapprochement palestino-israélien. Le Front ne devient jamais une organisation opérationnelle et reste plutôt une prise de position. Il est fortement soutenu par l'Irak.
Alors que les factions impliquées continuent de prôner une politique dure à l’égard d’Israël, la plupart d’entre elles finissent par rejoindre l’OLP, par exemple en 1977, lorsque le Front de fermeté et de confrontation est annoncé. Mais les tensions subsistent et le Front du rejet ou des initiatives similaires sont relancés pratiquement à chaque fois qu'Arafat fait un geste de conciliation envers Israël. La rupture la plus grave se produit en 1988, lorsque l'OLP reconnaît Israël et que la majeure partie de l'aile gauche de l'OLP part à nouveau, soutenue par la Syrie.

## Déclin et disparition
Le Front montre également des divisions évidentes en ce qui concerne la première intifada (1987-1991), ainsi que la guerre du Golfe (1991). En 1991, le Front de lutte populaire palestinien est autorisé à rejoindre l'OLP après avoir accepté la résolution 242 du Conseil de sécurité des Nations unies et le concept de négociations avec Israël. L'Organisation Abou Nidal n'a cessé de disparaître dans l'ombre après 1991, alors que As-Saiqa n'est jamais sortie de sa dépendance vis-à-vis d'Assad, le FLA a fait de même sous le parrainage de Saddam Hussein, le FDLP s'est divisé en deux sur la question des accords d'Oslo (1993), tandis que le FPLP entamait une participation ambivalente au processus de paix qui n'a jamais abouti à un rejet ou à une acceptation totale.